# 北宇都宮駐屯地

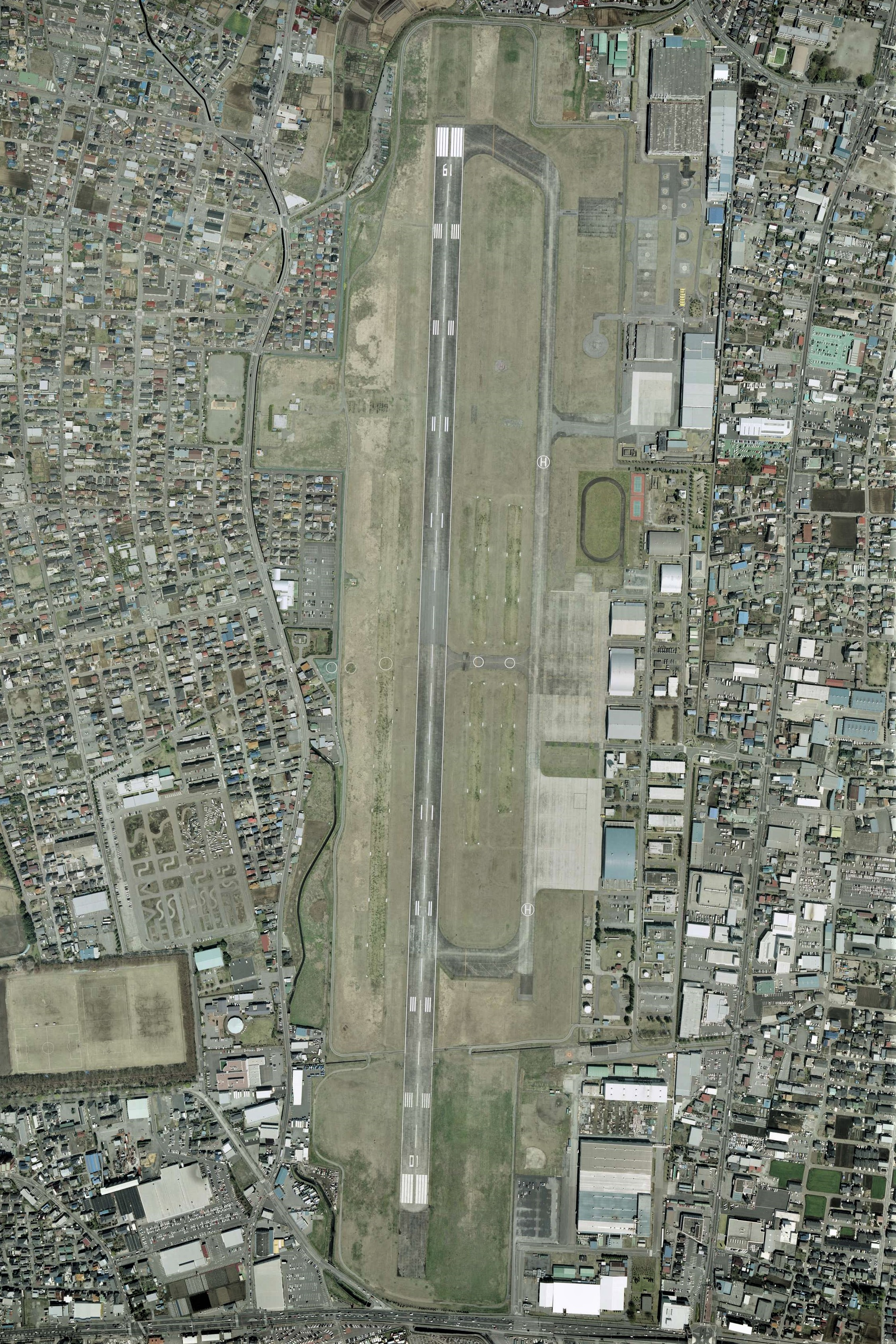
宇都宮飛行場付近の空中写真。（2010年撮影）

北宇都宮駐屯地（きたうつのみやちゅうとんち、JGSDF Camp Kita-Utunomiya）は、栃木県宇都宮市上横田町1360に所在し、航空学校宇都宮校等が駐屯する陸上自衛隊の駐屯地である。

## 概要
1,700m滑走路を持つ宇都宮飛行場があり、駐屯部隊の隊員の大部分を航空科が占めている。（航空学校宇都宮校、第12ヘリコプター隊第1飛行隊および東部方面管制気象隊第4派遣隊）
また、官公庁航空機（防衛省、海上保安庁、都道府県警察ヘリコプター、消防防災ヘリコプター）の製造・整備を行うSUBARU宇都宮製作所（航空宇宙カンパニー）南工場と栃木県警察航空隊が同駐屯地に隣接しており、飛行場を協定により共同使用している。
駐屯地司令は、陸上自衛隊航空学校宇都宮校長が兼務。

### 駐屯部隊の概要
- 陸上自衛隊航空学校宇都宮校

1. 本校は明野駐屯地に所在し、霞ヶ浦駐屯地（霞ヶ浦校）との3校で陸上自衛隊の回転翼操縦士を養成している。
2. 宇都宮校は、陸曹航空操縦学生課程（FEC）および計器検定官課程（EOC）を担当している。
3. 宇都宮校の所属航空機は、エンストロム 480、UH-1Jの2機種を用いる。
4. 駐屯地祭の際には教官によるアクロバットチーム『ブルーホーネット』が臨時編成される。

- 第12ヘリコプター隊第1飛行隊：空中機動力を高めた旅団として再編された第12旅団のヘリコプター部隊の派遣隊。主力部隊は相馬原駐屯地に所在。UH-60JAを運用する。

## 沿革
中島飛行機宇都宮製作所飛行場
- 1943年（昭和18年）：中島飛行機（現在のSUBARU）が軍用機製造のため「中島飛行機宇都宮製作所飛行場」として開設した。（戦時中の宇都宮飛行場は、陸軍宇都宮清原飛行場（現在の清原工業団地）のことを指す。）

アメリカ軍
- 1945年（昭和20年）： 終戦。GHQが接収。
- 1956年（昭和31年）：アメリカ軍が撤収。その後、防衛庁に移管。

航空自衛隊
- 1957年（昭和32年）8月1日：航空自衛隊第2操縦学校が松島基地から移駐[1]。
- 1958年（昭和33年）12月3日：「宇都宮飛行場」として告示[2]。航空自衛隊（第2操縦学校）が操縦教育開始[3]。
- 1959年（昭和34年）6月1日：第2操縦学校が第13飛行教育団に改編[1]。
- 1962年（昭和37年）
  - 3月15日：航空自衛隊第13飛行教育団飛行教育群と整備補給群が岐阜基地に移駐。第14飛行教育団が仙台から移駐。
  - 8月15日：航空自衛隊第13飛行教育団司令部が芦屋基地に移駐[1]。

陸上自衛隊宇都宮駐屯地北宇都宮分屯地・航空自衛隊
- 1962年（昭和37年）11月30日：陸上自衛隊が宇都宮駐屯地の北宇都宮分屯地として設置[4]、東部方面航空隊（主力）が霞ヶ浦駐屯地から移駐。
- 1963年（昭和38年）3月15日：第14飛行教育団が廃止。

陸上自衛隊宇都宮駐屯地北宇都宮分屯地・海上自衛隊・航空自衛隊
- 1963年（昭和38年）9月1日：海上自衛隊（教育航空集団司令部および岩国教育航空群から改編した宇都宮教育航空群）が岩国航空基地から移転。
- 1964年（昭和39年）12月28日：飛行教育集団司令部が宇都宮から浜松北基地に移転（航空自衛隊が撤収）。

陸上自衛隊宇都宮駐屯地北宇都宮分屯地・海上自衛隊
- 1972年（昭和47年）12月27日：東部方面航空隊本部が立川駐屯地に移駐。
- 1973年（昭和48年）
  - 2月20日：教育航空集団司令部が宇都宮航空基地から下総航空基地に移転。
  - 3月1日：宇都宮教育航空群を徳島教育航空群に改編し、徳島航空基地に移転（海上自衛隊が撤収）。

陸上自衛隊北宇都宮駐屯地
- 1973年（昭和48年）
  - 3月19日：北宇都宮駐屯地に昇格[5]。陸上自衛隊航空学校岩沼分校（宮城県岩沼市）が移駐し、宇都宮分校開設。
  - 5月3日：東部方面航空隊が立川駐屯地への移駐完了。
- 2001年（平成13年）3月27日：第12師団の旅団への改編に伴い、師団隷下の第12飛行隊から第12ヘリコプター隊へ拡大改編（隊本部は相馬原駐屯地へ移駐）。
- 2002年（平成14年）
  - 3月27日：航空学校宇都宮分校が宇都宮校に校名変更。
  - 7月22日：東部方面管制気象隊第4派遣隊が無事故管制2,000,000回達成[6]。
- 2019年（令和元年）5月28日：東部方面管制気象隊第4派遣隊が無事故管制3,000,000回達成。

## 駐屯部隊・機関

### 防衛大臣直轄部隊・機関
- 陸上自衛隊航空学校
  - 宇都宮校：TH-480B、UH-1J装備
- 警務隊
  - 東部方面警務隊
    - 第125地区警務隊
      - 北宇都宮連絡班

### 東部方面隊隷下部隊
- 第12旅団
  - 第12ヘリコプター隊
    - 第1飛行隊：UH-60JA装備
- 東部方面航空隊
  - 東部方面管制気象隊
    - 第4派遣隊：宇都宮飛行場における進入管制区、航空交通管制圏内の航空交通管制業務、航務および気象業務を行っている。
- 東部方面システム通信群
  - 第105基地システム通信大隊
    - 第317基地通信中隊
      - 北宇都宮派遣隊

## 航空保安無線施設
| 局名       | 種類  | 周波数  | 識別符号 |
| ---------- | ----- | ------- | -------- |
| UTSUNOMIYA | TACAN | Ch-058Y | JDT      |

## 航空管制
| TWR    | 126.2MHz,138.05MHz,140.3MHz,236.8MHz |
| APP    | 120.1MHz,122.45MHz,362.3MHz          |
| RESCUE | 123.1MHz                             |

　駐屯地イベント使用時
統制45.1MHz
飛行展示140.8MHz　122.6MHz 126.2MHz

## 最寄の幹線交通
- 高速道路：東北自動車道鹿沼IC、北関東自動車道宇都宮上三川IC
- 一般道：国道4号、国道121号、国道123号、栃木県道2号宇都宮栃木線、栃木県道3号宇都宮亀和田栃木線、栃木県道63号藤原宇都宮線、栃木県道70号宇都宮今市線
- 鉄道：JR東日本東北本線 雀宮駅、東武鉄道東武宇都宮線 西川田駅
- 飛行場：宇都宮飛行場（その他の空港）
- 路線バス：関東自動車・JR宇都宮駅〜東武西口〜雀宮駅入口〜雀宮陸上自衛隊〜石橋駅線「航空学校前」下車